# Feels So Good (песня Van Halen)
«Feels So Good» — тридцать первый в общем и пятый с альбома OU812 сингл хард-рок-группы Van Halen, выпущенный в феврале 1989 года на лейбле Warner Bros.

## О сингле
Van Halen никогда не исполняли эту песню вживую, несмотря на то, что она была выпущена синглом с музыкальным видео.
Поднялся до 63-й строчки в Англии, 35-й в США и 6-й в чарте Hot Mainstream Rock Tracks.

## Список композиций
7" сингл Англия, США
| №  | Название        | Длительность |
| -- | --------------- | ------------ |
| 1. | «Feels So Good» | 3:59         |

| №  | Название              | Длительность |
| -- | --------------------- | ------------ |
| 1. | «Sucker in a 3 Piece» | 5:52         |

## Участники записи
- Сэмми Хагар — вокал
- Эдди Ван Хален — электрогитара, бэк-вокал, синтезатор
- Майкл Энтони — бас-гитара, бэк-вокал
- Алекс Ван Хален — ударные